# Zafra-Río Bodión
Zafra-Río Bodión é uma comarca da Espanha, na província de Badajoz, comunidade autónoma da Estremadura. A sua sede administrativa é Zafra. Tem 1 115,7 km² de área[carece de fontes?] e em 2021 tinha 45 810 habitantes.
| Comarcas limítrofes de Zafra-Río Bodión |                            |                                      |
| Llanos de Olivenza                      | Terra de Barros            | Terra de Barros                      |
| Sierra Suroeste                         |                            | Terra de Barros Campiña Sur Tentudía |
| Sierra Suroeste                         | Sierra Suroeste • Tentudía | Tentudía                             |

## Municípios da comarca
| Município                | Área (km²) | População (2021) | Densidade (hab./km²) |
| ------------------------ | ---------- | ---------------- | -------------------- |
| Alconera                 | 33,0       | 744              | 22,5                 |
| Atalaya                  | 22,7       | 288              | 12,7                 |
| Burguillos del Cerro     | 188,0      | 3 076            | 16,4                 |
| Calzadilla de los Barros | 54,4       | 721              | 13,3                 |
| Feria                    | 73,9       | 1 077            | 14,6                 |
| Fuente del Maestre       | 180,0      | 6 704            | 37,2                 |
| La Lapa                  | 8,0        | 277              | 34,6                 |
| La Morera                | 43,4       | 714              | 16,5                 |
| La Parra                 | 78,0       | 1 322            | 16,9                 |
| Los Santos de Maimona    | 109,0      | 8 064            | 74                   |
| Medina de las Torres     | 87,0       | 1 163            | 13,4                 |
| Puebla de Sancho Pérez   | 57,0       | 2 665            | 46,8                 |
| Valencia del Ventoso     | 99,2       | 1 931            | 19,5                 |
| Valverde de Burguillos   | 19,5       | 278              | 14,3                 |
| Zafra                    | 62,6       | 16 786           | 268,1                |